# 阿秋里耶沃區
54°19′N 43°21′E / 54.317°N 43.350°E
阿秋里耶沃區（俄语：Атюрьевский район），是俄羅斯的一個區，位於該國西部，由莫爾多維亞共和國負責管轄，面積826.1平方公里，2010年人口10,952，人口密度每平方公里13.26人。